# Francis Michaelappa
Francis Michaelappa (* 8. Juni 1925 in Harobale, Karnataka, Britisch-Indien; † 17. März 1993) war ein indischer Geistlicher und römisch-katholischer Bischof von Mysore.

## Leben
Francis Michaelappa empfing am 6. April 1957 das Sakrament der Priesterweihe.
Am 22. Dezember 1986 ernannte ihn Papst Johannes Paul II. zum Bischof von Mysore. Der Erzbischof von Bangalore, Alphonsus Mathias, spendete ihm am 27. Mai 1987 die Bischofsweihe; Mitkonsekratoren waren der Bischof von Kurnool, Joseph Rajappa, und der Bischof von Karwar, William Leonard D’Mello.